# Frena
Frena is een geslacht van vliesvleugeligen uit de familie Pteromalidae. De wetenschappelijke naam van dit geslacht is voor het eerst geldig gepubliceerd in 1988 door Boucek.

## Soorten
Het geslacht Frena omvat de volgende soorten:
- Frena oculata Boucek, 1988
- Frena pallidipes (Ashmead, 1905)